# راب دی هاون
راب دی هاون گیتاریست گروه امریکایی ام کنسپیریسی است. او قبل از پیوستن به ام کنسپیریسی با گروه "استیل نیو" فعالیت می کرد. او به همراه ام کنسپیریسی آلبوم جدیدی را ضبط کردند که انتظار می رود در دوازدهم ژانویه ۲۰۱۰ منتشر شود.